# Ефимов, Владимир Иванович (лётчик)
Владимир Ива́нович Ефимов (25 апреля 1935, Фряново, совр Щёлковский р-н Московской области — 1 июля 2024) — заслуженный лётчик-испытатель СССР (1987), полковник Советской Армии. Мастер спорта СССР международного класса

## Биография

### До 1972 года
Родился 25 апреля 1935 года в посёлке Фряново, сейчас находится на территории Щёлковского района Московской области.
В 1953 году Владимир Ефимов окончил среднюю школу в Берегово (Закарпатье).
В в том же году был призван в советскую армию.
В 1954 году завершил обучение в ВАШПОЛ № 8 (Павлоград).
В 1954-1956 годах продолжил обучение в Черниговское ВАУЛ, но в 1957 году закончил Чугуевское ВАУЛ.
Проходил службу в Прикарпатском военном округе.
С января 1958 по февраль 1973 года проходил службу на 71 испытательном полигоне в должности лётчика-испытателя.
Полигон находился на авиабазе Багерово в Ленинском районе Крыма и одноимённом посёлке.
В 1960—1961 годах В. И. Ефимов участвовал в обеспечении десяти воздушных ядерных испытаний на полигоне Новая Земля.
Был вторым пилотом самолёта сопровождения Ту-16А, в том числе на испытании АН602.
За этот вылет он был награждён орденом Красного знамени. Оставил воспоминания об этом событии, скорее всего был последним из лётчиков, оставшимся в живых.
10 октября 1963 года вступил в силу Договор о запрещении испытаний ядерного оружия в атмосфере, космическом пространстве и под водой.
Воздушные испытания после этого прекратились и 71 испытательный полигон привлекался в научных целях: для взятия проб воздуха после подземных испытаний.
Есть две версии завершения работы полигона в Крыму, которые дополняют друг друга.
По одной в июле 1971 года в Одесском ВО прошли учения «Юг-71», в которых крупномасштабный десант высаживался в районе Багерово.
В газете «Красная звезда» появились фотографии полигона, тем самым режим секретности был нарушен.
По другой версии перевод воинской части был плановым в связи с переносом испытаний на полигон Новая Земля.
В 1972 году полигон был закрыт, техника и личный состав были перебазированы на аэродром «Оленья» на Кольском полуострове.

### После 1972 года
Лётчик получил направление в ГК НИИ ВВС, служил в третьем управлении (испытаний авиационных средств противолодочной обороны и воздушной разведки).
Базой управления стал аэродром Кировское, расположенный в Феодосии, Крым, где В. И. Ефимов служил до увольнения в запас (февраль 1973—ноябрь 1987).
В 1974-1975 годах В. И. Ефимов был включён в команду испытаний самолета-амфибии Бе-12.
В этих испытаниях с его участием были установлены рекорды:
- рекорд 1974 года скороподъёмности на гидросамолёте. Второй пилот[2].
- два рекорда 1975 года высоты и скороподъёмности на гидросамолёте. Пилот[2].
- два рекорда 1981 года грузоподъёмности на гидросамолёте. В одном из них — второй пилот[2].

На этой должности он провёл государственные испытания вертолётов Ка-27 (Ка-27ПЛ, Ка-27ПС и Ка-28) и родственного им Ка-29, а также проводил испытания Ка-27 по снижению метеоминимума при заходе на посадку.
Также принимал участие в государственных испытаниях авианесущих крейсеров проекта 1143: «Минск» (1978), «Новороссийск» (1982), «Баку» (1987).
С ноября 1987 года был уволен в запас и работал лётчиком-испытателем в НИИ АУ в 1987—1995 годах.
Занимался испытательными работами на вертолёте Ми-6 и самолёте Ан-2.
После выхода на пенсию продолжал жить в посёлке Приморский (Феодосия, Крым).
Дал несколько интервью, в которых рассказал об испытании АН602; в них он предполагал, что остался последним из экипажей самолётов-участников испытаний.

## Награды
- Орден Красного знамени 7 марта 1962 года[2] по результатам успеха испытания АН602.
- медали[2]